# Розважальна математика
Розважальна математика або математичне дозвілля — це загальний термін для математичних занять, якими займаються з метою дозвілля (включно з самостійного навчання та розвагами), а не для виключно науково-прикладного професійного застосування; однак розважальна математика не є виключно сферою аматорів. Вона часто включає математичні головоломки та ігри.
Значна кількість тем у цій галузі не потребує знання вищої математики, а тому вона часто приваблює дітей та дорослих, що не мають математичної освіти, розвиваючи в них подальшу зацікавленість предметом.

## Теми
Найвідомішими темами розважальної математики є магічні квадрати, фрактали, логічні головоломки та математичні шахові задачі. Однак, ця галузь математики також включає естетику та культуру математики, дивні або цікаві історії та математичні збіги, особисте життя математиків.

### Математичні ігри
Математичні ігри — це багатокористувацькі ігри, чиї правила, стратегії та результати можуть вивчатись та пояснюватись з використанням математики. Гравцям не обов'язково прямо використовувати математику для цих ігор. Наприклад, манкала — це математична гра, оскільки математики вивчають її з використанням теорії комбінаторних ігор, однак для гри в неї знання математики не потрібні.

### Математичні головоломки
Математичні головоломки — це головоломки, для розв'язання яких потрібно використовувати математику. Вони мають певні правила, як і багатокористувацькі ігри, однак математичні головоломки як правило не мають характеру змагання між двома або більше гравцями. Натомість, для розв'язання такої головоломки, гравець повинен знайти розв'язок, що задовольняє певні умови.
Логічні головоломки є найбільш поширеним видом математичних головоломок. Гра життя та фрактали також вважаються математичними головоломками, хоча «гравець» задає в них тільки початкові параметри.
Оскільки математичні головоломки часто включають або вимагають рис або мислення, схожих на ігрові, їх також деколи включають до математичних ігор.

### Інші види
Інші цікавинки для нетривіального математичного інтересу включають:
- математичні парадокси;
- малюнки жонглювання;
- деколи складні алгоритмічні та геометричні характеристики оригамі;
- малюнки та процеси створення фігур з мотузки. Наприклад, потрібно намалювати зображення конверта не відриваючи руки. Або у грі Ниточка потрібно створити зображення з мотузки.

### Приклади
- геометричні фігури та конструкції: танграм, пентаміно, ханойська вежа, кубик Рубіка;
- ігри з використанням теорії чисел та комбінаторики: магічний квадрат, судоку;
- математичні ігри: шахові задачі, Солітер з фішками та Нім (гра);
- математичні парадокси: парадокс Гільберта.

## У популярній культурі
- В епізоді «42» серіалу Доктор Хто, Доктор Хто завершує ряд щасливих простих чисел а потім скаржиться, що сучасні школи більше не навчають розважальної математики.
- Дивний випадок із собакою вночі, книга про підлітка з синдромом Аспергера, містить розповіді про багато математичних ігор та головоломок.

## Персоналії
Відомі люди, які займалися/-ються та поширювали/-ють розважальну математику:
- Льюїс Керрол;
- Джон Конвей;
- Генрі Дудені;
- Мартін Гарднер;
- Соломон Голомб;
- Сем Лойд;
- Д.Р.Капрекар;
- Яків Перельман;
- Мерелін вос Савант;
- Едуард Лука;
- Моріс Борисович Крайчик;
- Гуґо Штайнгауз[2];
- Дуглас Гофстедтер;
- Смалліан Реймонд.